# پله رویال

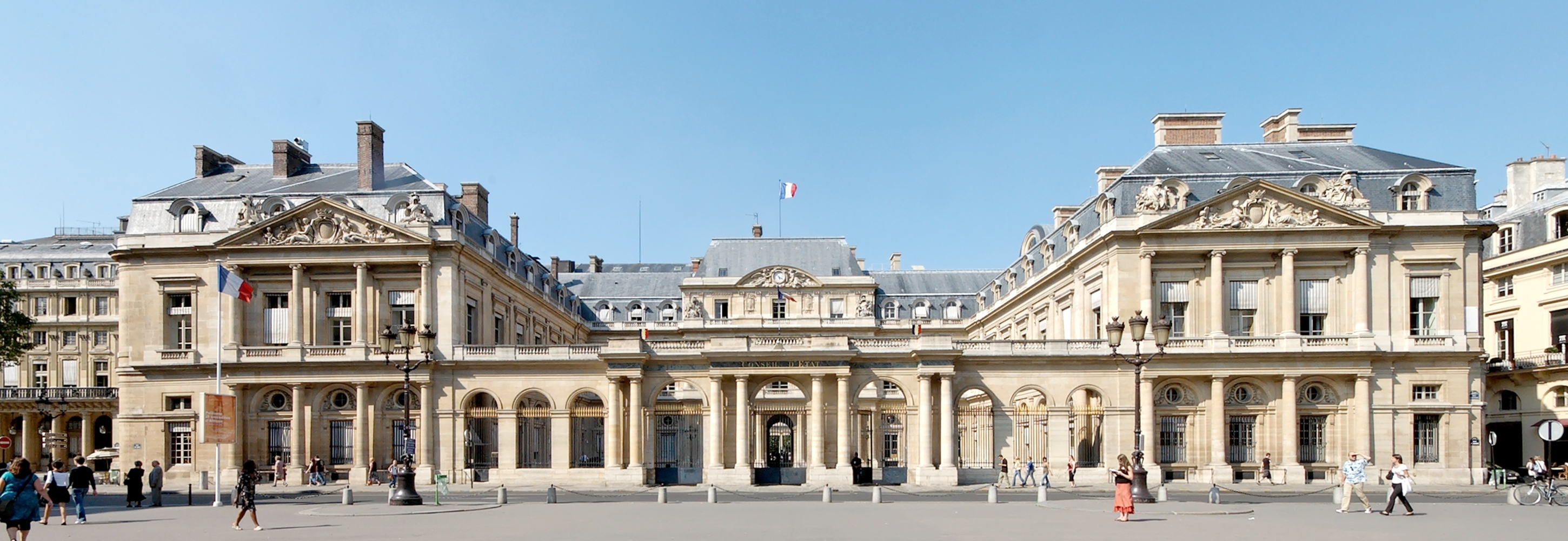
پله روایال

پله رویال (به فرانسوی: Palais-Royal), (تلفظ فرانسوی: [pa.lɛ ʁwa.jal])، که در اصل پله کاردینال بوده‌است، کاخی تاریخی و باغ مربوط به آن در منطقه یکم پاریس است. این مکان روبروی بال شمالی موزه لوور قرار دارد و بارگاه نامدارش (cour d'honneur) از سال ۱۹۸۶ به این سو با ستون‌هایی هنری از دنیل بورن تزیین شده‌است.
عملیات ساخت این کاخ در سال ۱۶۲۲ به درخواست کاردینال ریشلیو آغاز شد.

Palais-Royal, Paris